# Agar.io
Agar.io este un joc de acțiune multiplayer MMOG dezvoltat de Matheus Valadares. În joc, jucătorul controlează o celulă mică pe o hartă. Scopul este de a mări masa celulei cât mai mult posibil mâncând celulele mai mici și ferindu-te de celulele mai mari.
Inițial un joc browser, Agar.io a intrat în Steam Greenlight cu dezvoltatorii de planificare pentru a adăuga caracteristici indisponibile în versiunea de browser. A fost aprobat de către comunitate pentru listarea pe Steam. Miniclip a publicat o versiune Android și iOS pe 8 iulie 2015. Denumirea Agar.io se trage de la substanța agar, utilizată la cultivarea bacteriilor.

## Gameplay
Obiectivul din Agar.io este de a crește o celulă, un obiect circular controlat de un jucător, prin înghițirea a unor  pelete și celule mai mici, fără a fi înghițit de celulele mai mari. Acesta poate fi jucat într-un meci-mortal sau între echipe. Nu există nici o salvare; jucători repornind când toate celulele lor sunt înghițite. Există anumite nume de utilizator care stilizează celulele jucătorilor. 
Agar.io conține trei entități: pelete, celule și viruși:
Pelete sunt dispersate aleatoriu pe hartă. Când sunt înghițite, ele cresc ușor masa de celule.
Celulele sunt controlate de fiecare jucător. Numai celulele adversarului, care sunt mai mici pot fi înghițite; ele pot fi înghițite direct, sau prin alt procedeu, așa cum este descris mai jos. Celulele cu masa mai grea se miscă mai încet. Celulele pierd masa cu timpul.
Viruși împart celulele mari în mai multe bucăți astfel devenind vulnerabile. Celulele mici se pot ascunde în spatele lor pentru protecția împotriva celulelor mai mari. 
Celulele pot fi împărțite de celula divizată lansate în direcția cursorului. Acest lucru poate fi folosit ca un atac variat pentru a înghiți alte celule, pentru a scăpa de o situație dificilă, sau pentru a merge mai repede în jurul hărții.  celulele despărțite în cele din urmă se unesc într-o singură celulă. Jucătorii pot elibera, de asemenea o mica parte din masa lor  astfel crescând alte celule ori pentru a hrăni viruși .

## Recepție
Agar.io a primit, în general,o recepție pozitivă. Yorkshire Standard îl numește "extrem de captivant", dar l-a criticat pentru că este oarecum repetitiv și frustrant.  Brett Makedonski de la Destructoid a spus că "m-am simtit atat de bine să mănânci un tip".  Chris Carter de la TouchArcade a lăudat versiunea mobilă pentru simplitatea ei, elementul strategic, și "personalitate”, dar criticat-o pentru că devine greu de controlat la mase mai mari.
Jocuri  Agar.io au fost frecvent difuzate pe Twitch.tv și YouTube. Agar.io a fost un succes spontan, site-ul oficial (pentru versiunea de browser) s-a clasat în topul Alexa în top 1.000 cele mai vizitate site-uri web, iar versiunile pentru mobile au fost downloadate de peste zece milioane de ori doar în prima săptămână. Pe parcursul anului 2015, Agar.io a fost cel mai căutat joc pe Google Search.